# Annarita Sidoti
Annarita Sidoti (Gioiosa Marea, 25 de julho de 1969 – 21 de maio de 2015) foi uma atleta italiana campeã mundial da marcha atlética. Conquistou a medalha de ouro da marcha de 10 km no Campeonato Mundial de Atletismo de 1997 em Atenas, Grécia. Campeã e medalhista europeia em várias distâncias da marcha entre 3000 m e 10 km durante a carreira, com apenas 1,50 m de altura foi a menor campeã mundial de atletismo da história. Depois de se retirar do atletismo, se tornou Conselheira de Esportes de sua cidade, San Giorgio di Gioiosa Marea.  Morreu aos 45 anos, na cidade natal, de câncer de mama.
O Campeonato Mundial de Marcha Atlética por Equipes de 2016, disputado em Roma no ano seguinte de sua morte, traz em sua logomarca oficial uma homenagem a ela.